# Dwergkogelspinnen
Dwergkogelspinnen (Anapidae) zijn een familie van spinnen. De familie telt 38 geslachten met daarin 148 beschreven soorten.
De enige vertegenwoordiger uit deze familie die in Nederland voorkomt is het harnasspinnetje, (Comaroma simoni).

## Geslachten
- Acrobleps Hickman, 1979
- Algidiella Rix & Harvey, 2010
- Anapis Simon, 1895
- Anapisona Gertsch, 1941
- Austropholcomma Rix & Harvey, 2010
- Borneanapis Snazell, 2009
- Caledanapis Platnick & Forster, 1989
- Chasmocephalon O. Pickard-Cambridge, 1889
- Comaroma Bertkau, 1889
- Conculus Komatsu, 1940
- Crassanapis Platnick & Forster, 1989
- Crozetulus Hickman, 1939
- Dippenaaria Wunderlich, 1995
- Elanapis Platnick & Forster, 1989
- Enielkenie Ono, 2007
- Eperiella Rix & Harvey, 2010
- Epigastrina Rix & Harvey, 2010
- Eterosonycha Butler, 1932
- Forsteriola Brignoli, 1981
- Gaiziapis Miller, Griswold & Yin, 2009
- Gertschanapis Platnick & Forster, 1990
- Gigiella Rix & Harvey, 2010
- Guiniella Rix & Harvey, 2010
- Hickmanapis Platnick & Forster, 1989
- Holarchaea Forster, 1955
- Mandanapis Platnick & Forster, 1989
- Maxanapis Platnick & Forster, 1989
- Metanapis Brignoli, 1981
- Micropholcomma Crosby & Bishop, 1927
- Minanapis Platnick & Forster, 1989
- Montanapis Platnick & Forster, 1989
- Normplatnicka Rix & Harvey, 2010
- Nortanapis Platnick & Forster, 1989
- Novanapis Platnick & Forster, 1989
- Octanapis Platnick & Forster, 1989
- Olgania Hickman, 1979
- Paranapis Platnick & Forster, 1989
- Patelliella Rix & Harvey, 2010
- Pecanapis Platnick & Forster, 1989
- Pseudanapis Simon, 1905
- Pua Forster, 1959
- Queenslanapis Platnick & Forster, 1989
- Raveniella Rix & Harvey, 2010
- Rayforstia Rix & Harvey, 2010
- Risdonius Hickman, 1939
- Sheranapis Platnick & Forster, 1989
- Sinanapis Wunderlich & Song, 1995
- Sofanapis Platnick & Forster, 1989
- Spinanapis Platnick & Forster, 1989
- Taliniella Rix & Harvey, 2010
- Taphiassa Simon, 1880
- Tasmanapis Platnick & Forster, 1989
- Teutoniella Brignoli, 1981
- Tinytrella Rix & Harvey, 2010
- Tricellina Forster & Platnick, 1989
- Victanapis Platnick & Forster, 1989
- Zangherella Caporiacco, 1949
- Zealanapis Platnick & Forster, 1989

## Taxonomie
Zie Lijst van dwergkogelspinnen